# Sinopesa kumensis
Sinopesa kumensis is een spinnensoort in de taxonomische indeling van de bruine klapdeurspinnen (Nemesiidae).
Sinopesa kumensis werd in 2000 beschreven door Shimojana & Haupt.